# 大気科学
大気科学（たいきかがく、英語：atmospheric sciences）とは、大気自体の組成や成り立ちおよび、大気に起こる現象やその仕組みを研究する学問である。地球科学の諸分野のうち、気象や気候などの大気現象を扱う気象学や気候学をまとめて指す用語として用いられる。

## 研究対象
日本では気象学の別名として使われることが多いが、「大気科学」の語は、気象学の研究対象が広がってきたことで新たに広い範囲を指す言葉が必要となって作られたもので、「大気科学」「気象学」ともにほぼ同じ意味の言葉だと見ることもできる。
また最近では、地球以外の天体（惑星に限らない）の大気を研究対象とすることもあり、この場合惑星科学の一分野となる。

## 大気科学の応用
大気現象は地形を形作り自然環境に直接作用するため、環境学や地理学は大気科学に大きく関係している。

## 分野
- 気象学
- 気候学
- 大気物理学
- 大気化学